# Oranski red
Oranski red (engl. Orange Order) protestantsko je bratstvo sa sjedištem u Belfastu, u Sjevernoj Irskoj. Osnovano je 1796. u čast englesko-irsko-škotskog protestantskog kralja nizozemskog podrijetla Vilima Oranskog, koji je porazio vojsku katoličkog kralja Jakova II. u bitci kod Boyne 1690. Iako mu je sjedište u Sjevernoj Irskoj, red je prisutan u Škotskoj nizini i ima lože diljem Commonwealtha i SAD-a.
Politički, oranski red je politički snažno povezan s unionizmom. Red sebe smatra braniteljem protestantskih građanskih i vjerskih sloboda, dok kritičari optužuju red za izazivanje podjela, trijumfalizam i protestantski supremalizam. Ne-protestanti ne mogu postati članovi ovog društva, osim ako se izričito pridržavaju načela reda.
Godišnjicu bitke kod Boyne, 12. srpnja, oranski red obilježava nizom parada i marševa, što izaziva revolt katolika i dovodi do sukoba s policijom.

## Vanjske poveznice
- http://www.grandorangelodge.co.uk/
- http://www.iloi.org/
- http://www.gole.org.uk/  Arhivirana inačica izvorne stranice od 6. siječnja 2015. (Wayback Machine)